# Tijani Chelli

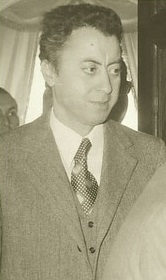
Tijani Chelli (1976)

Tijani Chelli (arabisch التيجاني الشلي, DMG at-Tīǧānī aš-Šallī; * 23. März 1931 in Nabeul) ist ein ehemaliger tunesischer Politiker der Sozialistischen Destur-Partei, der mehrmals Minister war.

## Leben
Tijani Chelli besuchte das Collège Sadiki in Tunis und absolvierte danach ein Studium der Ingenieurwissenschaften an der École polytechnique. Nach seiner Rückkehr begann er 1959 seine berufliche Laufbahn als Ingenieur in der Außenstelle des Ministeriums für öffentliche Arbeiten in El Kef und wurde bald darauf stellvertretender Chefingenieur für Brücken und Schnellstraßen des Ministeriums. Im Anschluss übernahm er 1961 den Posten als Leiter der Transportabteilung sowie 1962 als Leiter der Abteilung für Schifffahrt und Zivilluftfahrt des Ministeriums für öffentliche Arbeiten. Im August 1965 wurde er zum Generaldirektor der Staatlichen Eisenbahngesellschaft Société nationale des chemins de fer tunisiens (SNCFT) berufen. Im September 1967 wechselte er als Leiter der Industrieabteilung ins Ministerium für Planung und nationale Wirtschaft und wurde danach im Januar 1969 Generaldirektor des Chemieunternehmens Industries chimiques du Maghreb (ICM).
Am 7. November 1969 wurde Chelli Minister für öffentliche Arbeiten (Minstre des Travaux publics) im Kabinett Ladgham und ab dem 12. Juni 1970: Minister für öffentliche Arbeiten und Kommunikation (Minstre des Travaux publics et Communications). Im darauf folgenden Kabinett Nouira übernahm er am 2. Januar 1970 das Amt als Minister für nationale Wirtschaft (Minstre de l’Économie nationale), das er bis zu einer Regierungsumbildung am 22. März 1972 behielt und dann von Chedli Ayari abgelöst wurde. Nach seinem Ausscheiden aus dem Kabinett wurde er Direktor der Agentur für Wirtschaftsförderung, aus der die spätere Agentur zur Förderung ausländischer Investitionen hervorging. Später zog er sich aus dem politischen Leben zurück und war als Privatunternehmer tätig.
Tijani Chelli übernahm am 7. November 1987 im Kabinett Baccouche das Amt als Bildungsminister (Ministre de l’Éducation), das er bis zu seiner Ablösung durch Mohamed Hédi Khélil im Zuge einer Kabinettsumbildung am 11. April 1988 bekleidete. Zugleich war er im Kabinett Baccouche vom 7. November 1987 bis zu seiner Ablösung durch Abdessalem Mseddi am 11. April 1988 auch Minister für höhere Bildung und wissenschaftliche Forschung (Ministre de l’Enseignement supérieur et de la Recherche scientifique). Am 27. Februar 1988 trat er der neugegründeten Konstitutionellen Demokratischen Sammlung RCD (Rassemblement constitutionnel démocratique) von Zine el-Abidine Ben Ali bei.